# Monument la mormântul ostașului căzut în 1944 (Mîndrești)
Monumentul la mormântul ostașului căzut în 1944 este un monument amplasat în Mîndrești, raionul Telenești, Republica Moldova. Este un monument istoric de importanță națională inclus în Registrul monumentelor Republicii Moldova ocrotite de stat cu nr. 1528 (raionul Telenești).